# 코시체 3구

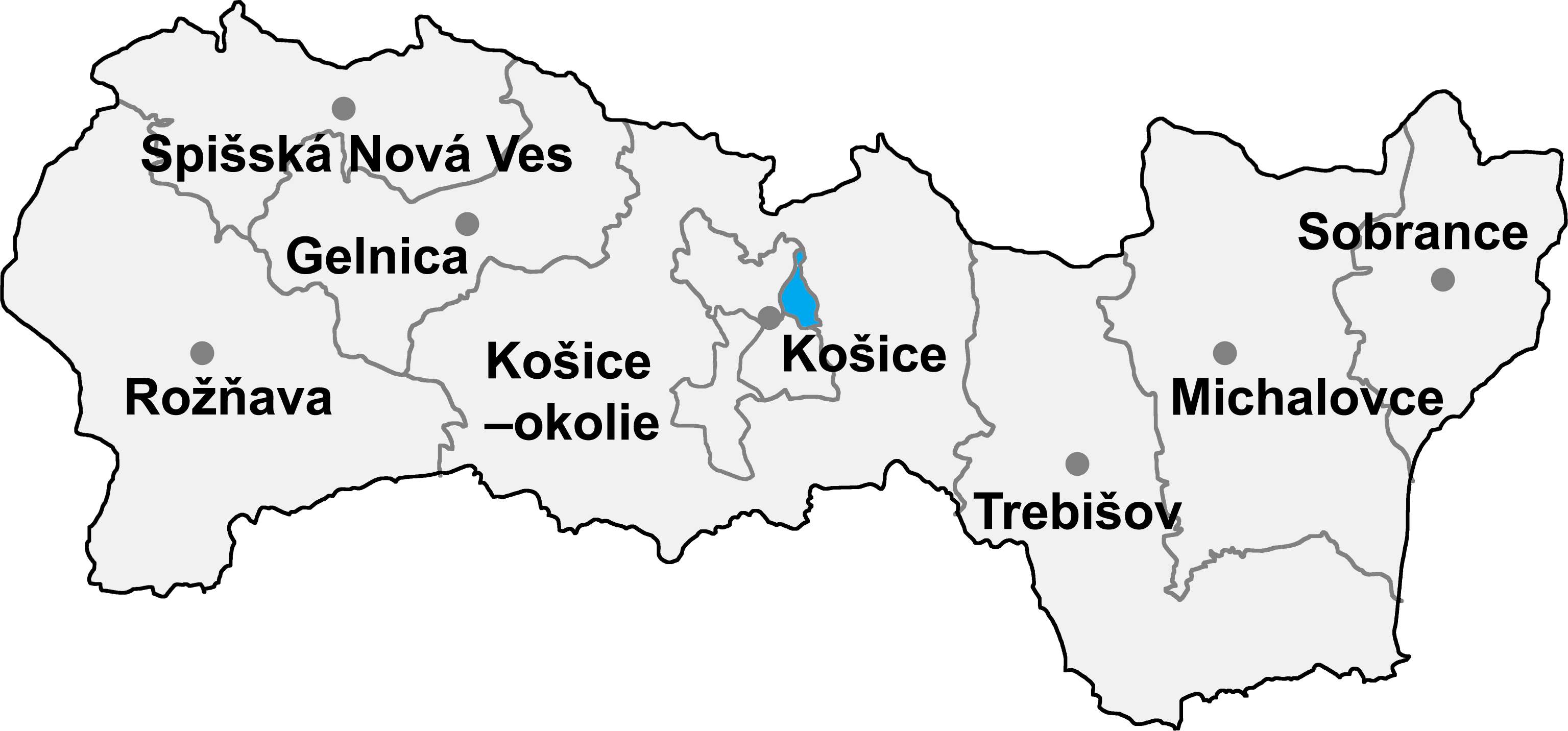
코시체 3구의 위치

코시체 3구(슬로바키아어: Okres Košice III)는 슬로바키아 코시체주를 구성하는 11개 구 가운데 하나로 면적은 16.86km2, 인구는 29,414명(2014년 기준), 인구 밀도는 1,744.6명/km2이다. 코시체에 속하는 2개 지방 자치체를 관할한다. 북쪽과 동쪽으로는 코시체오콜리에구와 접하며 남쪽으로는 코시체 4구, 서쪽으로는 코시체 1구와 접한다.